# Cmentarz żydowski w Wyszkowie
Cmentarz żydowski w Wyszkowie – kirkut został założony na początku XIX wieku. Mieścił się przy ul. Łącznej. W czasie okupacji naziści zdewastowali nekropolię, a macewy wykorzystali do prac melioracyjnych oraz do układania chodnika przy siedzibie gestapo w Wyszkowie. Po 1945 urządzono na jego terenie kopalnię żwiru. W latach 90. XX wieku na miejscu kirkutu odsłonięto Pomnik Pamięci Żydów Wyszkowa. W jego ścianę wmurowano ok. 80 odnalezionych macew.